# 愛鼠協會
社團法人台灣愛鼠協會是台灣的一個動物保護公益組織。於2016年6月15日召開成立大會，2016年11月16日登記為法人。是台灣第一個以寵物鼠為關懷對象的動保團體。於台北市松山區設有收容中心。

## 外部連結
- 社團法人台灣愛鼠協會 官方網頁
- 社團法人台灣愛鼠協會 Facebook專頁